# ジョンズ郡区 (アイオワ州アパヌース郡)
ジョンズ郡区は、アメリカ合衆国、アイオワ州、アパヌース郡にある18の郡区の一つである。2000年の国勢調査で、人口は339人だった。

## 地理
ジョンズ郡区は、94.2平方キロメートル（36.37平方マイル)で、Planoが含まれている。アメリカ地質調査所によると、この郡区はConcordとCrossroadsとGarfieldとLyonsとPhiladelphiaの5つの霊園が含まれている。